# Критична ділянка коду
Критична ділянка коду (англ. hot spot), також активна або гаряча ділянка коду в інформатиці найчастіше вживається для позначення відтинку програми на який припадає значно більша кількість машинних інструкцій ніж на співрозмірні відтинки або на виконання якого йде значна частина часу під час виконання програми (не обов'язково одне й те саме через різний час потрібний на виконання різних інструкцій).
В програмі зупиненій в довільний момент часу, лічильник команд (вказівник на наступну інструкцію до виконання) часто опиняється в певній області, можливо позначаючи код, який потребує оптимізації або позначаючи існування щільного процесорного циклу. Цей простий підхід може буде використаний для знаходження часто використовних інструкцій хоча деякі складніші методи, такі як симулятор набору інструкцій або аналізатор видатності, досягають цього більш точно і послідовно.

## Виявлення гарячих кодів за допомогою симулятору набору інструкцій
Симулятор набору інструкцій можна використати для підрахування кількості використань кожної інструкції з наступним звітуванням про ділянки де найбільша кількість інструкцій була використана. Це забезпечує лише відносне бачення гарячих кодів з боку кількісного показника, також треба враховувати, що більшість інструкцій мають різний час виконання. Тим не менш це дуже корисно при налаштуванні алгоритмів.